# C929
Dimensions
Le Comac C929 est un projet d'avion de ligne biréacteur long courrier du constructeur chinois Comac (Commercial Aircraft Corporation of China) d'une capacité allant de 230 à 320 sièges.
Le programme CRAIC CR929 était développé à l'origine par la CRAIC (China-Russia Commercial Aircraft International Corporation) une coentreprise entre Comac et le consortium russe OAK (Объединённая авиастроительная корпорация), encore appeler en anglais UAC, pour United Aircraft Corporation,. À la suite des tensions entre Moscou et Pékin et des sanctions internationales contre la Russie depuis février 2022, Comac poursuit le développement seule, le projet est alors renommé C929,.

## Développement
Dans la série d'avions développée, l'avion fait suite au Comac C919. Il a été officiellement nommé CR929 en 2017, les lettres CR faisant référence à la Chine et la Russie parties prenantes du projet. Le coût total de l'investissement est estimé entre 13 et 20 milliards de dollars. 

### Tensions entre Comac et OAK
Au printemps 2019, il a été rapporté que Pékin voulait vendre l'avion de ligne en Chine en propre, laissant à Moscou le marché intérieur russe et le marché mondial. Des sources chez OAK se plaignent que cette approche rendait le projet inutile pour la Russie. En effet, Moscou assumerait les risques commerciaux liés à la promotion de l'avion sur le marché mondial tout en renonçant aux bénéfices des ventes sur le marché chinois prometteur. Ni l'OAK ni les responsables russes n'ont officiellement confirmé que des pourparlers sur le partage des marchés de vente avaient lieu.
En novembre 2019, les partenaires chinois acceptent d'installer le centre à Moscou, avec une antenne à Shanghai.
La Russie et la Chine ont toujours des désaccords fondamentaux sur le projet. Le ministre russe de l'industrie et du commerce, Denis Manturov, les a résumés à l'été 2020 : « Les Chinois se sont lancés dans ce projet avec un seul objectif - obtenir des technologies et garder leur propre marché pour leur propre avion. Notre objectif n'était pas de partager des technologies, mais d'avoir accès au marché étranger. Néanmoins, nous recherchons un compromis et la poursuite du financement conjoint du programme. »

### Poursuite du programme C929
La Russie s'est retirée de la coentreprise visant à développer l'avion, en 2023.
Le programme, renommé C929 depuis que Comac le développe seul, est entré dans sa phase de conception détaillée. La livraison de la première section de fuselage est prévue en 2027,.
En 2024, la motorisation de cet avion n'est pas encore connue. Alors que les moteurs du Comac C919 sont fournis par CFM International, (une coentreprise entre General Electric  et Safran), le moteur russe qui était pressenti, le PD-35, dérivé modernisé de l'Aviadvigatel PD-14, ne sera pas installé. Un moteur chinois est en préparation par Aero Engine Corporation of China (AECC), mais il n'est pas encore certifié.

## Versions
Le C929 est présenté en une version de base et deux variantes,,
- C929-500 : version courte d’une capacité de 230 passagers pour une distance franchissable de 14 000 km
- C929-600 : version de base d’une capacité de 280 passagers pour une distance franchissable de 12 000 km
- C929-700 : version longue d’une capacité de 320 passagers pour une distance franchissable de 10 000 km